# Mary Page Keller
Mary Page Keller (3 de marzo de 1961) es una actriz estadounidense reconocida por sus papeles en televisión. Keller empezó su carrera participando en telenovelas de la mañana como Ryan's Hope (1982-1983) y Another World (1983-1985). Posteriormente protagonizó varias comedias de situación de televisión.
En el muno del cine, Keller es conocida principalmente por su participación en la comedia dramática Beginners (2010).
En la década de 2000, tuvo papeles recurrentes y de estrella invitada en varios dramas de televisión. De 2014 a 2015, Keller interpretó a la madre del personaje principal en la serie dramática de ABC Family Chasing Life. 
Protagonizó el papel de Laura Kelly en la serie de comedia de Fox Duet (1987-1989) y en el derivado del programa, Open House (1989-1990). Más tarde, Keller participó en los papeles principales en las sitcom de corta duración Baby Talk (1991-1992), Camp Wilder (1992-1993) y Joe's Life (1993).

## Primeros años de vida
Keller se formó en la Universidad de Maryland y en el Conservatorio de Música de Boston antes de ingresar al medio de la televisión en el programa de televisión de ABC, Ryan's Hope en 1982. Durante su tiempo en la universidad, actuó en varias producciones de teatro musical, primero en Washington D. C. y luego en Nueva York. Más tarde se mudó a Los Ángeles, California.

## Trayectoria profesional
A mediados de la década de 1990, Keller ha hecho muchas apariciones especiales en series de televisión, incluidas Ellen, The Practice, NCIS, Criminal Minds, 24, Mad Men, Castle, The Closer, CSI: Crime Scene Investigation, Supernatural, Pretty Little Liars y Scandal. Tuvo papeles recurrentes en Cybill, JAG, NYPD Blue, Nip/Tuck, Commander in Chief y Hart of Dixie. También participó regularmente en Zoe, Duncan, Jack & Jane (1999) e interpretó a la madre de Johnny Kapahala en las películas originales de Disney Channel Johnny Tsunami (1999) y Johnny Kapahala: Back on Board (2007). Interpretó a la madre del personaje principal en la película de comedia y drama Beginners del 2010.

Cuando era niña, Keller participó en producciones en Toby's Dinner Theatre bajo la dirección del director Toby Orenstein. Más tarde comenzó su carrera como actriz en telenovelas diurnas. Interpretó a Amanda Kirkland (1982–1983) en Ryan's Hope y Sally Frame (1983–85) en Another World. Pasando al horario estelar, interpretó el papel de Laura Kelly en dos comedias de situación de Fox, Duet (1987–89) y su spin-off Open House (1989–90). En 1992, Keller fue la actriz principal en la temporada 2 de la serie de comedia de ABC Baby Talk. También protagonizó otra comedia de situación de ABC de corta duración, Camp Wilder (1992-1993). En 1993, protagonizó Joe's Life, también en ABC. Durante los mismos años, Keller actuó en varias películas para televisión y tuvo un papel dramático en Life Goes On.

En 2011, Keller fue elegida como la madre del personaje principal en el drama piloto de ABC Family Chasing Life. En abril de 2013, ABC Family eligió el piloto de la serie para su emisión en 2014. Ella coescribió el drama de la escuela de baile familiar, 'The Dunnings' con su esposo Thomas Ian Griffith.

## Vida personal
Keller ha estado casada con su ex coprotagonista de Another World, Thomas Ian Griffith, desde 1991. Tienen dos hijos, Conner y Eamon.

## Filmografía

### Cine
| Año  | Título                                                       | Papel                           | Notas                                                |
| ---- | ------------------------------------------------------------ | ------------------------------- | ---------------------------------------------------- |
| 1987 | Muerto de miedo                                              | Kate Cristobal                  |                                                      |
| 1988 | Un lugar para esconderse                                     | Desconocido                     |                                                      |
| 1989 | Los que ella dejó atrás                                      | Sue Grimes                      |                                                      |
| 1990 | Evidencia reveladora: Acechando al estrangulador de Honolulu | Sídney Westin                   | Película de televisión                               |
| 1991 | Perry Mason: El caso del reportero despiadado                | Cassie Woodfield                | Película de televisión                               |
| 1991 | Engaño: el secreto de una madre                              | Amanda Milner                   | Película de televisión                               |
| 1992 | Motivos ocultos                                              | Erica                           |                                                      |
| 1995 | La colonia                                                   | Leslie Knowlton                 | Película de televisión                               |
| 1995 | Imagen perfecta                                              | Vicky Walters-Thomas            |                                                      |
| 1997 | Cualquier lugar menos el hogar                               | Roberta Dempsey                 |                                                      |
| 1998 | Secretito sucio                                              | Ellie Ramer                     | Película de televisión                               |
| 1998 | El Negociador                                                | Lisa Sabian                     |                                                      |
| 1999 | johnny tsunami                                               | Melanie Kapahala                | Película de televisión                               |
| 2000 | Padre no puede hacer frente                                  | Robin                           | Película de televisión                               |
| 2001 | Venenoso                                                     | Dra. Christine Edmonton Henning | Premio exclusivo de DVD a la mejor actriz            |
| 2003 | Timecop: La decisión de Berlín                               | "Doc"                           |                                                      |
| 2007 | Johnny Kapahala: De vuelta a bordo                           | Melanie Kapahala                | Película de televisión                               |
| 2008 | Gigantesco                                                   | MrgaritaLolly                   |                                                      |
| 2009 | cuchara                                                      | Joanne Conlin                   |                                                      |
| 2010 | Principiantes                                                | Georgia                         | Premio Gotham de Cine Independiente al Mejor Reparto |

### Televisión
| Año              | Título                         | Papel                                      | Notas                                                                  |
| ---------------- | ------------------------------ | ------------------------------------------ | ---------------------------------------------------------------------- |
| 1982–1983        | Ryan's Hope                    | Amanda Kirkland                            |                                                                        |
| 1983–1985        | Another World                  | Sally Spencer Frame Hobson Ewing           |                                                                        |
| 1986             | Kate & Allie                   | Holly                                      | Episodio: "Lucky 13"                                                   |
| 1987–1989        | Duet                           | Laura Kelly                                | 54 episodios                                                           |
| 1989–1990        | Open House                     | Laura Kelly                                | 24 episodios                                                           |
| 1990–1991        | Life Goes On                   | Gina Giordano                              | Episodios: "Libby's Sister" y "Head Over Heels"                        |
| 1991–1992        | Baby Talk                      | Maggie Campbell                            | 23 episodios                                                           |
| 1992–1993        | Camp Wilder                    | Ricky Wilder                               | 19 episodios                                                           |
| 1993             | Joe's Life                     | Sandy Gennaro                              | 11 episodios                                                           |
| 1996             | Ellen                          | Sarah                                      | Episodio: "Bowl, Baby, Bowl"                                           |
| 1997             | Cybill                         | Julia Bishop                               | 4 episodios                                                            |
| 1999             | Zoe, Duncan, Jack and Jane     | Mrs. Bean                                  | 13 episodios                                                           |
| 2000             | Providence                     | Monica Lang                                | 3 episodios                                                            |
| 2001             | Emerill                        | Nora Lagasse                               | 4 episodios                                                            |
| 2002             | The Practice                   | Melissa Halpern                            | Episodios: "Privilege" y "Convictions"                                 |
| 2002–2003        | JAG                            | Comandante Beth O'Neil / Beth O'Neil       | 3 episodios                                                            |
| 2004             | NCIS                           | Comandante Michaela 'Micki' Shields        | Episodio: "Terminal Leave"                                             |
| 2004–2005        | NYPD Blue                      | Brigid Scofield                            | 5 episodios                                                            |
| 2004–2005        | Nip/Tuck                       | Andrea Hall                                | 3 episodios                                                            |
| 2005             | Commander in Chief             | Grace Bridges                              | 5 episodios                                                            |
| 2006             | Criminal Minds                 | Agente especial supervisora Katherine Cole | Episodio: "P911"                                                       |
| 2009             | 24                             | Sarah                                      | Episodios: "Day 7: 5:00 a.m.-6:00 a.m." y "Day 7: 6:00 a.m.-7:00 a.m." |
| 2009             | Mad Men                        | Annabelle Mathis                           | Episodio: "The Gypsy and the Hobo"                                     |
| 2010             | Castle                         | Rebecca Dalton                             | Episodio: "Almost Famous"                                              |
| 2011             | The Closer                     | Emily Dixon                                | Episodio: "Repeat Offender"                                            |
| 2011             | NCIS: Los Angeles              | Angela Tully                               | Episodio: "The Debt"                                                   |
| 2012             | CSI: Crime Scene Investigation | Leslie Clyborn                             | Episodio: "Seeing Red"                                                 |
| 2012             | Supernatural                   | Joyce Bicklebee                            | Episodio: "Out with the Old"                                           |
| 2012             | Grimm                          | Dr. Higgins                                | Episodio: "The Other Side"                                             |
| 2012             | Hart of Dixie                  | Emily Chase                                | 4 episodios                                                            |
| 2012, 2013, 2017 | Pretty Little Liars            | Dianne Fitzgerald                          | 3 episodios                                                            |
| 2013             | Scandal                        | Susan Osborne                              | Episodio: "Molly, You in Danger, Girl"                                 |
| 2014-2015        | Chasing Life                   | Sara                                       | 34 episodios                                                           |
| 2015             | Bosch                          | Christine Waters                           | 3 episodios                                                            |

### Premios y nominaciones
| Año  | Premio                                  | Categoría                        |
| ---- | --------------------------------------- | -------------------------------- |
| 2003 | Premios exclusivos de DVD               | Mejor actriz                     |
| 2011 | Premios de Cine Independiente de Gotham | Mejor interpretación de conjunto |